# Ковокта (приток Ангаракана)
Ковокта (Кавокта) — река в Бурятии, протекает на западе Муйского района около границы с Северо-Байкальским районом. Устье реки находится в 7 км по левому берегу реки Ангаракан.

## Название
От эвенк. кэвэктэ — «широкое открытое пространство, покрытое сфагновым мхом».

## Гидрография
Длина реки составляет 42 км.
Начало берёт у западного склона вершины Верхний Янчуй южной части Северо-Муйского хребта на высоте, примерно, 1500 метров над уровнем моря. Основным направлением течения является север. Впадает в Ангаракан по левой стороне на высоте 664 метра над уровнем моря, в 3 км северо-восточнее одноименной железнодорожной станции. Около устья Ковокту пересекает мост Байкало-Амурской магистрали.
Основные притоки:
- правые: Правая Ковокта;
- левые: Кута, Ая.

## Данные водного реестра
По данным государственного водного реестра России относится к Ангаро-Байкальскому бассейновому округу, водохозяйственный участок реки — Бассейны малых и средних притоков средней и северной части озера Байкал. Речной бассейн реки — Бассейны рек средней и северной части озера Байкал от восточной границы бассейна реки Ангара до северо-западной границы бассейна реки Баргузин.